# Évariste Ngolok
Évariste Ngolok, est un footballeur camerounais naturalisé belge, né le 15 novembre 1988 à Douala. Il évolue au poste de milieu de terrain à l'Aris Limassol.